# Primera ola del feminismo

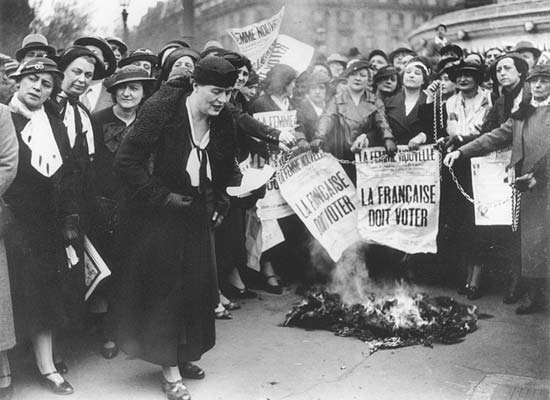
Manifestación de las sufragistas de París (1935).

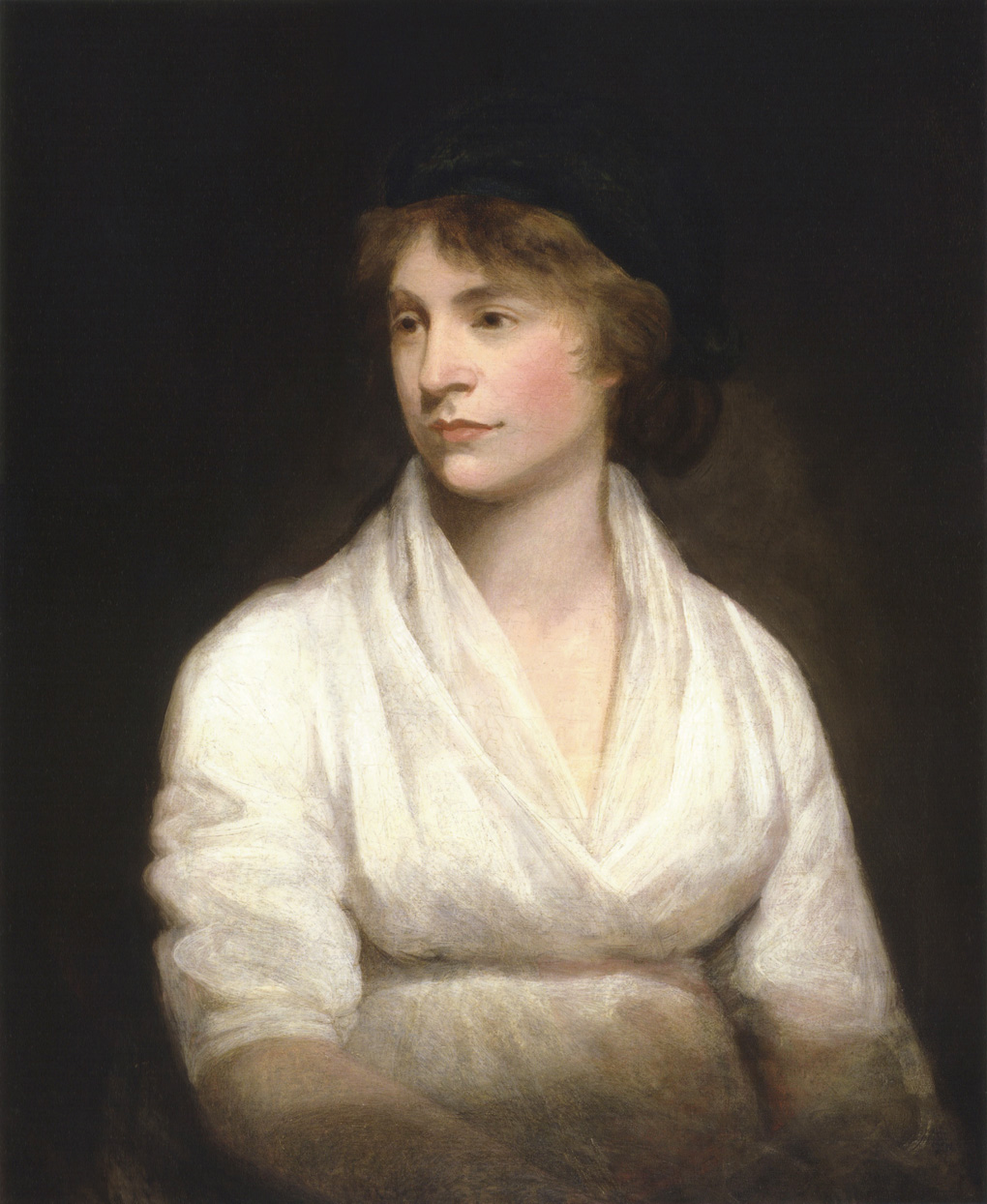
Mary Wollstonecraft

La primera ola del feminismo, según la genealogía del feminismo y la cronología de los estudios actuales sobre feminismo, se sitúa en la Ilustración, a mediados del siglo XVIII, referencia del nacimiento del que dice llamarse feminismo moderno. En el Siglo de las Luces surge la polémica sobre la naturaleza de la mujer y la jerarquía de sexos. El feminismo nace con nuevo discurso crítico que utiliza las categorías de la filosofía que le es contemporánea y el pensamiento de autores como Rousseau para fundamentar las vindicaciones. 
Desde la perspectiva de los estudios feministas anglosajones, la primera ola del feminismo se inicia con el movimiento sufragista que se desarrolló en Estados Unidos y  el Reino Unido a mediados del siglo XIX, 
tuvo como origen fundacional del movimiento la Declaración de Sentimientos de Seneca Falls en 1848. Este periodo correspondería a la Segunda ola del feminismo en la cronología de estudios europeos.

## Feminismo e Ilustración
Las filósofas y teóricas feministas Celia Amorós creadora en 1987 del Seminario Feminismo e Ilustración y Amelia Valcárcel, señalan la Ilustración a mediados del siglo XVIII como punto de partida del feminismo moderno.  
Si bien las polémicas sobre la mujer se remontan a la Edad Media y arrancan con el preciosismo en la primera mitad del siglo XVII, diferentes autoras consideran que la obra del sacerdote y filósofo francés Poullain de la Barre y los movimientos de mujeres y feministas que tuvieron lugar durante la Revolución Francesa son dos momentos clave teórico y práctico en la articulación del feminismo moderno. El texto de Poullain de la Barre titulado Sobre la igualdad de los sexos y publicado en 1673 —en pleno auge del movimiento de preciosas— sería la primera obra feminista que se centra explícitamente en fundamentar la demanda de igualdad sexual. Pero es en el siglo XVIII, siglo de la controversia y de la razón, cuando la polémica sobre igualdad y diferencia entre los sexos se plantea con un discurso crítico, a través de la filosofía de la Ilustración. 
El feminismo «es un hijo no querido de la Ilustración pero no por ello es menos hijo, aunque la Ilustración no lo buscara» señala Amelia Valcárcel.
Ana de Miguel, señala el pensamiento de Celia Amorós:

Así mismo, mantiene que el feminismo como cuerpo coherente de vindicaciones y como proyecto político capaz de constituir un sujeto revolucionario colectivo, sólo puede articularse teóricamente a partir de premisas ilustradas: premisas que afirman que todos los hombres nacen libres e iguales y, por tanto, con los mismos derechos. Aun cuando las mujeres queden inicialmente fuera del proyecto igualatorio —tal y como sucedió en la susodicha Francia revolucionaria y en todas las democracias del siglo XIX y buena parte del XX—, la demanda de universalidad que caracteriza a la razón ilustrada puede ser utilizada para irracionalizar sus usos interesados e ilegítimos, en este caso patriarcales

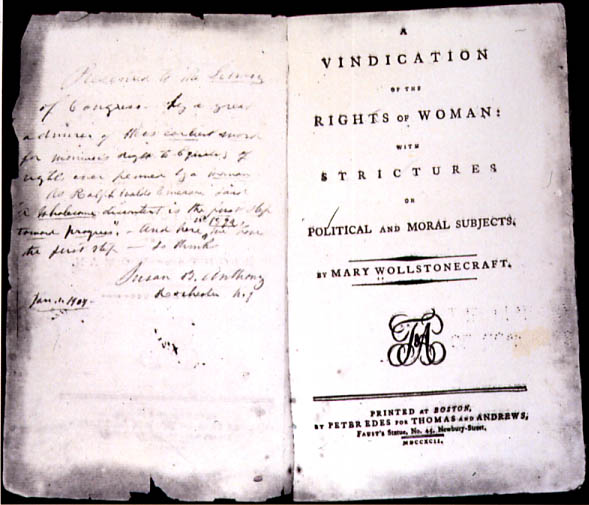
Primera edición impresa de Vindicación de los derechos de la mujer: crítica acerca de asuntos políticos y morales de Mary Wollstonecraft

Por lo general los autores liberales como Rousseau, con algunas excepciones, en el marco del estado liberal relegan el papel de la mujer. Como reacción a esto, se crea una declaración de los derechos declinada en femenino. En 1791 Olympe de Gouges escribió la Declaración de los Derechos de la Mujer y la Ciudadana, como contrapartida a los Derechos del Hombre y el Ciudadano creados tras la Revolución Francesa. Se genera literatura de carácter liberal a favor de la mujer: Mill o Nicolas de Condorcet van a ser ejemplos de líderes (hombres) que defienden los derechos de la mujer. Sin embargo, el vacío y aparente olvido de la relegada figura de la mujer dentro del estado liberal, que perdura hasta el siglo XX, no va a ser denunciado hasta la aparición de Mary Wollstonecraft, autora de Vindicación de los Derechos de la Mujer, que rompe con la tónica de las obras escritas hasta el momento por mujeres, descritas como "memorial de agravios" y pasa a la "vindicación", componente esencial del feminismo. La obra de Wollstonecraft se publicó en 1792. Tres años antes, en 1789, las mujeres habían enviado los Cuadernos de quejas a la Asamblea, pidiendo instrucción, moderado ejercicio del derecho al voto, reforma de la familia y protección. Estas quejas y vindicaciones no fueron escuchadas.

## Feminismo liberal sufragista
Originariamente, se concentró en la obtención de la igualdad frente al hombre en términos de derecho de propiedad e igual capacidad de obrar, así como la demanda de igualdad de derechos dentro del matrimonio. A finales del siglo XIX, los esfuerzos se van a concentrar en la obtención de poder político, en concreto el derecho al sufragio.
Un hito del feminismo es la Convención de Seneca Falls en Nueva York en el año 1848, donde 300 activistas y espectadores se reunieron en la primera convención por los derechos de la mujer en Estados Unidos, cuya declaración final fue firmada por unas 100 mujeres.
En Inglaterra, aparecen la suffragettes, activistas por los derechos civiles, lideradas por Emmeline Pankhurst así como numerosas autoras y activistas, en su mayor parte de Estados Unidos e Inglaterra, que van a llevar el feminismo al terreno del activismo, especialmente en un contexto de vindicación de igualdad de derechos frente al estado.
Los acontecimientos históricos del momento, especialmente la abolición de la esclavitud, van a ser muy influyentes en el devenir del movimiento feminista, pudiendo encontrar una correlación entre la lucha por la abolición y la lucha por los derechos de la mujer: muchas de las líderes de esta segunda corriente son esposas de líderes abolicionistas.

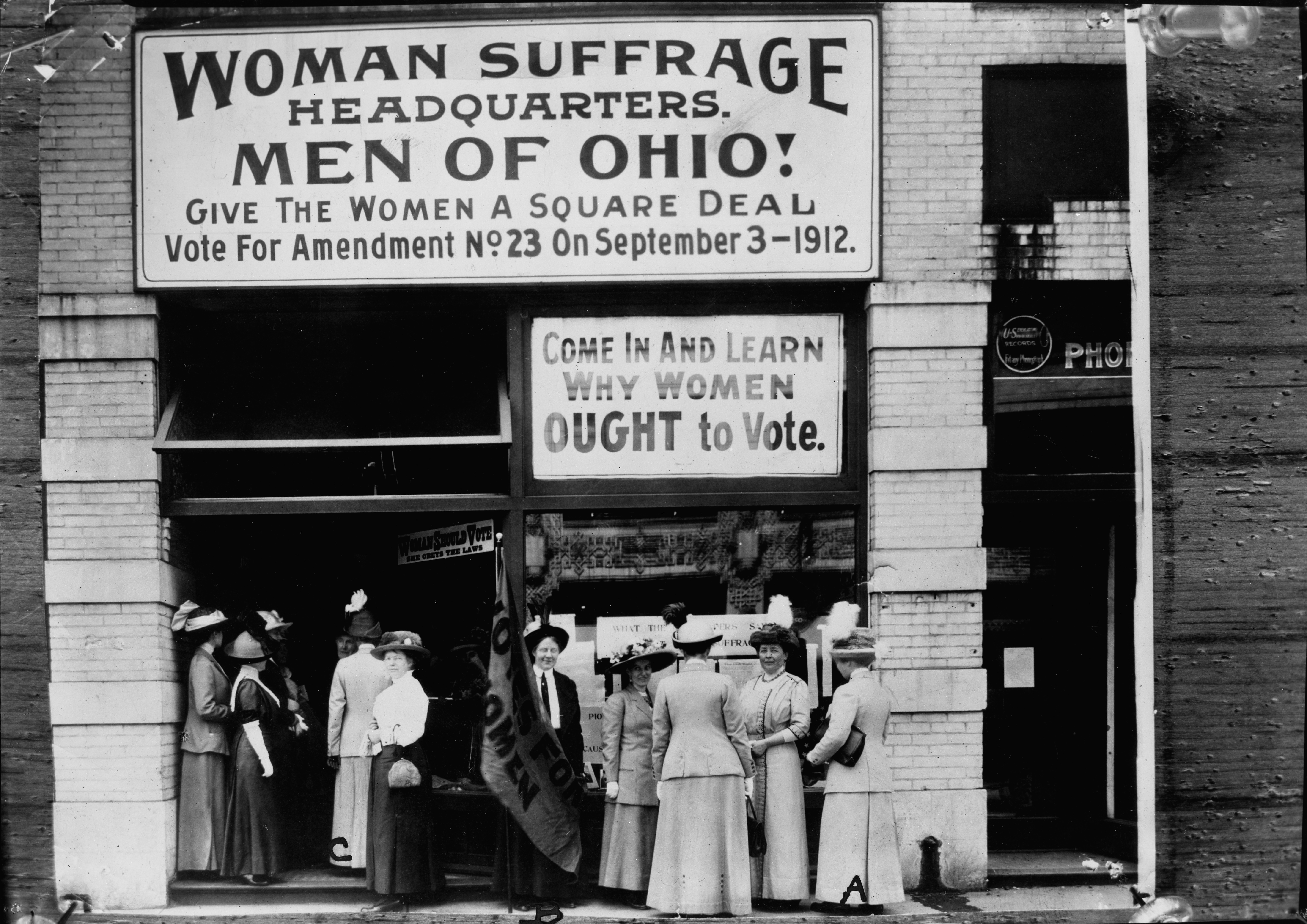
Cuartel general de las sufragistas en Cleveland, 1912

Una vez conseguida la abolición, se van a producir contactos entre las feministas y las mujeres negras, poniéndose de relieve las grandes diferencias en la situación de las mujeres blancas de clase media-alta, las únicas feministas hasta el momento, con las mujeres negras. Este encuentro lo personaliza la figura de Sojourner Truth y su discurso "Ain't I a Woman?" (1851). Las diferencias y características específicas de los problemas de la mujer negra junto con los de las mujeres obreras (un grupo que va a comenzar a hacer aparición) van a generar fricciones y problemas como por ejemplo, la incompatibilidad del modelo femenino de la mujer obrera con el de las pioneras del feminismo.
Autoras y activistas importantes de la primera ola del feminismo son: Lucretia Mott, Lucy Stone, Elizabeth Cady Stanton, Susan B. Anthony y Flora Tristan muchas de ellas vinculadas al abolicionismo e influenciadas por el pensamiento cuáquero. El carácter del feminismo predominante en ese momento vindica la mujer a través de cualidades positivas consideradas femeninas como la templanza, la vida piadosa o la abstención de beber alcohol. Sin embargo, esta vindicación de a mujer a través de la templanza no es menoscabo para enérgicas protestas y un activismo beligerante, con acciones como encadenarse en lugares públicos, romper escaparates, huelgas de hambre, desobediencia civil o actos desesperados y extremadamente peligrosos como tirarse delante del caballo del rey durante una carrera.
La abolición de la esclavitud va a llegar pero, para decepción de las mujeres, la igualdad de raza no se extiende a la igualdad de género, de modo que el movimiento feminista va a tener que buscar un camino propio, separándose del movimiento abolicionista.
Tras grandes esfuerzos, consigue el derecho al sufragio en 1918, cuando en Inglaterra se regula el voto para mujeres mayores de 30 años y poseedoras de una casa. En 1928, la edad para votar se equipara a la de los hombres. Por su parte, en Estados Unidos, la Decimonovena Enmienda de 1920 otorga derecho al voto en todos los estados del país. La mayor parte de los grandes estados europeos van a tomar medidas semejantes con algunas excepciones como Francia o Italia, que aún postergarán unos 20 años el derecho al sufragio femenino.
Junto al derecho al voto, la lucha feminista tuvo como objetivo los derechos educativos. Fueron años difíciles para las mujeres que, si lograban acceder a la universidad, después no se les reconocía el derecho a obtener formalmente, el título oficial de los estudios que hubieren cursado ni a ejercer la profesión para la que se habían preparado igual que los hombres.
Con la consecución de la igualdad "de Iure", la primera ola va a perder su razón de ser, tras un periodo de poca actividad en el logro de objetivos en relación con el feminismo. Las mujeres demostraron en los períodos bélicos que podían trabajar en todo lo que eran empleos de hombres. Pero al terminar la Guerra, en esta fase que autoras como Amelia Valcárcel llama el Interregno, lo que sucedió se conoce con el nombre de Mística de la feminidad, obra de Betty Friedan.
Aparecerán nuevas corrientes feministas, centradas en el progreso e igualdad social y cultural de la mujer y para diferenciarlas, se les va a calificar como la "Segunda Ola" (o Tercera en la cronología europea), nombrando de forma retrospectiva a la "primera ola".